# Limnoperna atrata
Limnoperna atrata is een tweekleppigensoort uit de familie van de Mytilidae. De wetenschappelijke naam van de soort is voor het eerst geldig gepubliceerd in 1871 door Lischke.